# Norbert Walter Peters

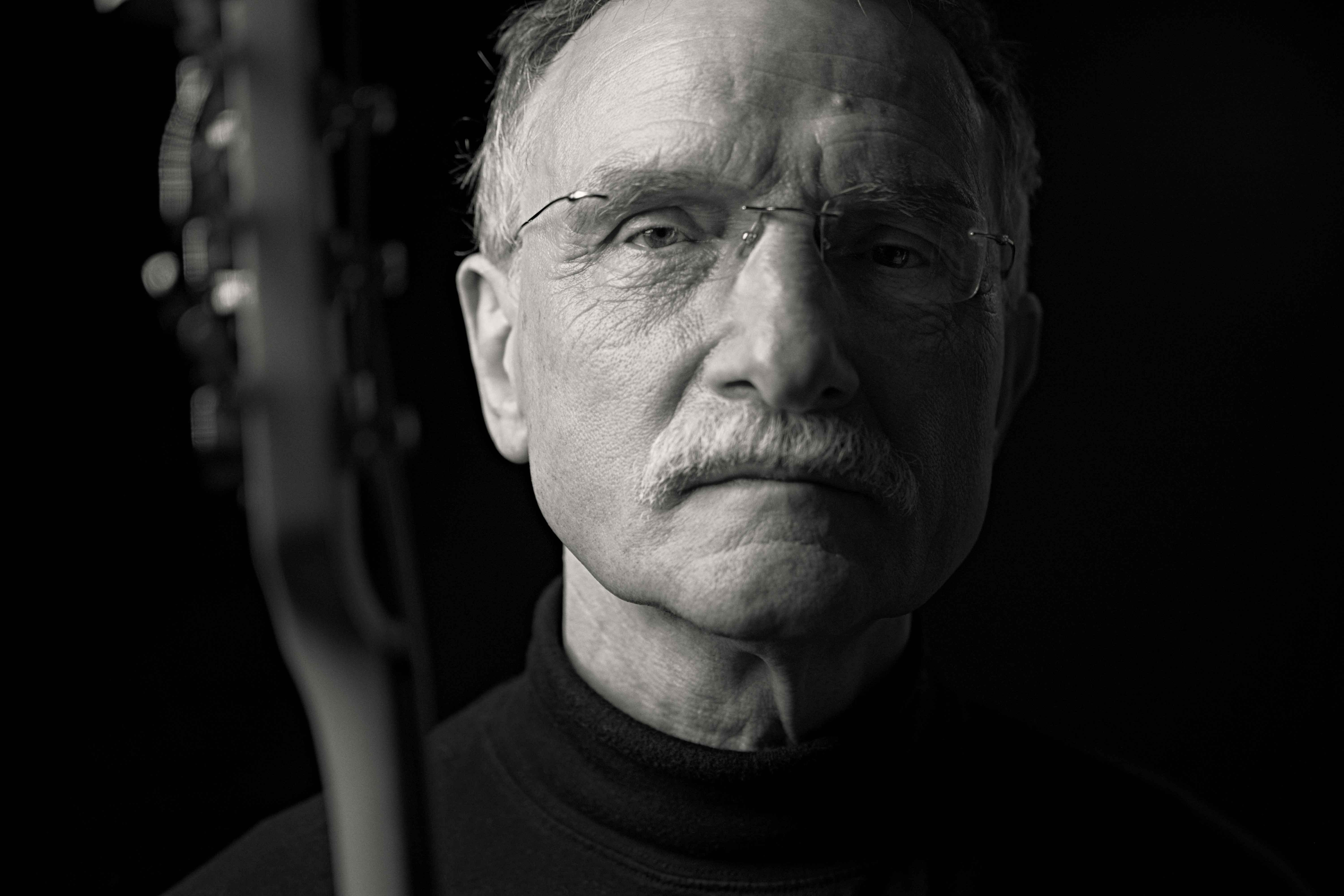
Norbert Walter Peters (2019)

Norbert Walter Peters (* 17. März 1954 in Stolberg) ist ein deutscher Komponist und Musiker, Klangkünstler, Bildender Künstler sowie Autor und Regisseur für Radiokunst.

## Leben
Peters schloss 1981 seine musikalische Ausbildung an der Hochschule für Musik Köln (Abt. Aachen), in den Fächern Gitarre und Renaissance-Laute sowie Gesang ab. Die Fächer Musiktheater, Sprecherziehung, Bewegungslehre, Klavier sowie musikwissenschaftliche Forschungen bildeten weitere Schwerpunkte seines Studiums. Zudem studierte er Komposition bei Herbert Nobis. Neben seiner pädagogischen und künstlerischen Arbeit war Peters ebenso als Musikrezensent und freier Journalist tätig.
Peters komponierte Musik für Ensemble und konzertierte als Lautenist, bis er 1987 mit bildenden Künstlern aus dem Umfeld der Kunstakademie Düsseldorf in Kontakt kam. Wesentliche Impulse erhielt er durch den Kontakt und den  Austausch mit dem dänischen Fluxus-Künstler Henning Christiansen sowie dem Bildenden US-Künstler und Klangkunst-Pionier Terry Fox. Peters entwarf mehr und mehr Performances und Klanginstallationen sowie Bildobjekte. Einige seiner Bildobjekte sind in Sammlungen und im Aachener Suermondt-Ludwig-Museum vertreten. In dieser Zeit betreute Peters mehrere Veranstaltungsreihen in Stolberg und Aachen, darunter die Klangkunst-Reihe Klänge auf Burg Stolberg und die Performance-Art-Reihe im Neuen Aachener Kunstverein. Anschließend war er von 1991 bis 1992 Gastdozent an der Hochschule der Bildenden Künste Saar (Komposition und Raumerlebnis).
Ab 1999 konzipierte Peters Hörstücke für das Medium Radio. Er setzte einige seiner Klanginstallationen, Hörstücke, Theaterproduktionen und Instrumentalkonzerte durch Kompositionsaufträge um, u. a. durch Produktionen des Deutschlandradio Kultur und Radio France Culture Paris. Seit etwa 2013 entwickelt er auch multimediale Kompositionen, welche er als Video-Art-Beiträge auf seinem YouTube-Kanal veröffentlicht. Neben der Videoarbeit Depot gehören dazu u. a. der Werkkomplex Tide I - IV und weitere Videoarbeiten, wie die Multimedia-Komposition #137.
Von Dezember 2020 bis Mai 2023 war er künstlerischer Leiter der erfolgreichen Streaming-Event-Reihen #coronawinter 2020/21 / #klangraumFinkenberg 2021/22 / #klangraumFinkenbergZwei 2022/23 (Streaming-Hybrid) über den YouTube-Kanal Stolberg Evangelisch in der evangelischen Finkenbergkirche in Stolberg.

## Werke (Auswahl)
- 1988: DIN-S18 – komponierte Aktion für die erste internationale schweizerische Copy-Art-Ausstellung[24]
- 1991: EKSIT – akustischer Kreuzweg für die Kunst-Station St. Peter (Köln)[25]
- 1991: Rond – Klangperformance in der Münster-Krypta, Mönchengladbach, im Rahmen des Ensemblia-Festivals. Thema ist das Kailash-Kora als Mittel der Fortbewegung bzw. des Stillstands[26]
- 1999: vasí-on – Klanginstallation für die Donaueschinger Musiktage; u. a. als abstrahierende Reflexion über die Verwendung der Fibonacci-Folge, dem Goldenen Schnitt und der Zahl Fünf in Frédéric Chopins Nocturne Opus 37/1, No. 11 G-Moll[27]
- 2000: CavæTóna – Hörstück für Stimme, Perkussion für den Saarländischen Rundfunk, Thema sind u. a. die außergewöhnliche Akustik in der Höhlenkunst des Paläolithikums und Rituale des Schamanismus[28]
- 2001: con’tinuo – Bildobjekt präsentiert beim Steirischen Herbst; diese intermediäre Arbeit nimmt u. a. Bezug auf die Kreisfigur S über die Anima des mittelalterlichen Philosophen und Alchimisten Ramon Llull[29]
- 2005: nota.thión - nach der Flut – Hörstück (Stimmen, Violoncello) für Radio France Culture Paris und Deutschlandradio Kultur Berlin; behandelt u. a. die Sintfluterzählung im Gilgamesch-Epos aus der assyrischen Keilschriftvorlage[30]
- 2005/06: nota.thión – die Klage des reuevollen Herzens – konzertantes Hörstück (Flöte, Stimme, Viola, Zuspielband) für den Bayerischen Rundfunk; verwendet drei Textfragmente altorientalischer Sprachen: altägyptisch, hurritisch und akkadisch, welche drei Anschauungen des Herz-Begriffes im evolutionären Prinzip von Leben, Tod und Wiedergeburt widerspiegeln[31]
- 2009: beau son.ge - An Electric Fayerie – radiophones Konzert (Stimme, E-Bass, E-Gitarre, Klarinette, Violoncello, slap-E-Bass, Perkussion, Zuspielband) für den Saarländischen Rundfunk, präsentiert bei Mouvement Festival für Neue Musik Saarbrücken als Hommage an Jimi Hendrix[32]
- 2010: dépôt de beau songe – Hörstück (Stimmen, 5-saitiger E-Bass con arco, Geräusche) für Deutschlandradio Kultur Berlin, verwendet Texte aus dem Passagen-Werk von Walter Benjamin und arbeitet mit den Stimmen aphasisch erkrankter Menschen[33]
- 2015/20: D.A.S.H. (dash  – englisch der Strich) – Hörstück als eigenständige Musikproduktion am Computer als Asphalt Music #1 nach grafischen Partituren[34]; als grafische Vorlage dienen Strassenzeichnungen italienischer Wanderarbeiter im südlichen Schwarzwald, welche von Herbert Falken im Jahre 2003 fotografisch dokumentiert wurden; von 2009 bis 2010 wurden diese Asphalt-Fotos im Kölner Museum Kolumba präsentiert[35]D.A.S.H. auf YouTube[36] D.A.S.H. als Teil des Soundtracks zur Tanz-Performance Revelación des PRISMA DANCE THEATRE (Havanna/Kuba): Festival Tanzende Stadt 2024, Monschau (D), 15.09.24[37][38] sowie Festival DZM 2024, Cáceres (Spanien), 29.09.24[39] Live 15.09.2024, Monschau/Aukloster[40]
- 2011/2019: drei Ars Acustica-Musikproduktionen mit dem Joseph Beuys-Meisterschüler und bildenden Künstler Hartmut Ritzerfeld als Interpret[41]
- 2016/20: Kafka Is Writing Again – experimentelles Konzertstück als Asphalt Music #2 nach grafischen Partituren[42]. Dreiteilige Geräuschmusik für Tenor-Posaune, Kontrabass/E-Bass, E-Gitarre, Perkussion, Zuspielband und Präpariertes Klavier, Uraufführung im Neuen Aachener Kunstverein[43][44]
- 2022: Peppel Suite Konzertstück für Kieselstein, Shékere, Stimme Uraufführung bei #klangraumFinkenberg mit Dirk Rothbrust[45]
- 2023: #fantasia (The Burning Cembalo) Konzertstück für zweimanualiges Cembalo Uraufführung bei #klangraumFinkenbergZwei mit Marta Dotkus[46]

## Auszeichnung
- Dritter Preis beim Internationalen Kurzhörspielwettbewerb Track 5 Minuten (2025) des Österreichischen Rundfunks Österreich 1[47]

## Weiterführende Literatur
- Katalog Het Apollohuis 1985–1990: exhibitions, concerts, installations, performances, lectures, publication, Klangerformance (S. 144) Maja Stienstra/Jenny Donker/Paul Panhuysen/Titus Yocarini, Het Apollohuis, Eindhoven NL 1990, ISBN 90-71638-12-X.
- Künstlerhaus Berlin (Hrsg.): Kunst auf Zeit. Eine Recherche, Zwei Abbildungen von Klanginstallationen S. 48–49/85–134, Verlag Ars Nicolai, Berlin 1993, ISBN 3-89479-036-9.
- Moltkerei Werkstatt Köln, Projekte 1981–1994, ISBN 3-923167-14-8, S. 144.
- Donaueschinger Musiktage 1999 (Programm; 15. bis 17. Oktober 1999), (Seite 116-121), Armin Köhler/Barbara Barthelmes/Norbert Walter Peters (Interview), Pfau Verlag, Saarbrücken 1999, ISBN 3-89727-060-9.
- Helga de la Motte-Haber (Hrsg.): Klangkunst. Tönende Objekte und klingende Räume. (Band 12 der Reihe Handbuch der Musik im 20. Jahrhundert). Laaber-Verlag ,1999, ISBN 3-89007-432-4. S. 260–262/316–317.
- Eine andere Sammlung, Suermondt-Ludwig-Museum Aachen 2006, (Mischtechnik auf Papier), ISBN 3-929203-59-6, S. Seite 272/Abb. 20.
- Mouvement Festival für Neue Musik Saarbrücken American Dreams – Amerikanische (T)räume. Pfau Verlag, Saarbrücken 2009, ISBN 978-3-89727-414-3
- Herbert Falken - Dunkler werden, um Licht zu sein..., Albert Gerhards/Adam C. Oellers (Hrsg.), Schnell & Steiner Verlag, Regensburg 2024, ISBN 978-3-7954-3976-7, S. 62/63 (Autor)
- Schwarz ist mehr als eine Farbe - Gedichte und Gedankensplitter im Dialog mit Bildern Aachener Künstler, Dr. Josef Gülpers, Aachen 2024, ISBN 978-3-9820841-9-0, S. 39 (Frottage Gravétti, 1989)